# Morčić

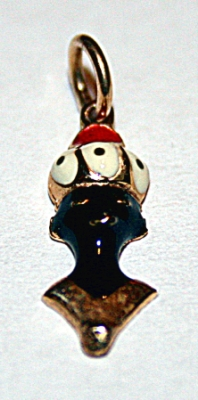
En morčić som halssmycke.

Morčić (med betydelsen 'lilla moren') är en typ av autoktont folksmycke med ursprung från Rijeka, Kvarnerviken och det norra kustlandet i Kroatien. Det traditionella smycket har sitt ursprung i det venetianska modet från 1700–1800-talet som då inspirerades av Orienten och som i Rijeka och vid Kvarnerviken tog sig uttryck i skapandet av den 'lilla moren'. Den är en del av Kvarnervikens maritima kulturarv, en av Rijekas mest igenkännliga symboler och förekommer i olika sammanhang och utföranden. Det lokala autoktona smycket avbildas i regel som en färgad man med vit turban. 

## Historik
Under 1700–1800-talet inspirerades det venetianska modet av österlandet. Förutom orientaliska kryddor, parfymer, tyger, kläder och smycken introducerades även färgade tjänare i den venetianska aristokratins salonger. Det nya modet föranledde många venetianska guldsmeder att skapa dekorativa smycken i form av en färgad man kallad 'moretto' (moren). Han avbildades med turban, gyllene byst och var många gånger rikt dekorerad med pärlor. Ungefär samtidigt dök en blygsam version av den venetianska moretton upp i det av Habsburg då styrda Fiume (dagens Rijeka) vid Kvarnerviken. På grund av sitt karaktäristiska utseende, fina utförande och rimliga pris blev den snart ett traditionellt smycke som företrädandevis kom att bäras av kvinnor från Rijeka. Det nya modet spred sig till andra orter och områden kring Rijeka, däribland Grobnik, Kastav, Vinodol och Gorski kotar. Ett singulärt örhänge kom snart att bäras på höger öra av ynglingar, sjömän och fiskare. Morčić-örhänget blev en symbol för social status, ekonomisk makt och tillhörigheten till den lokala maritima kulturen.

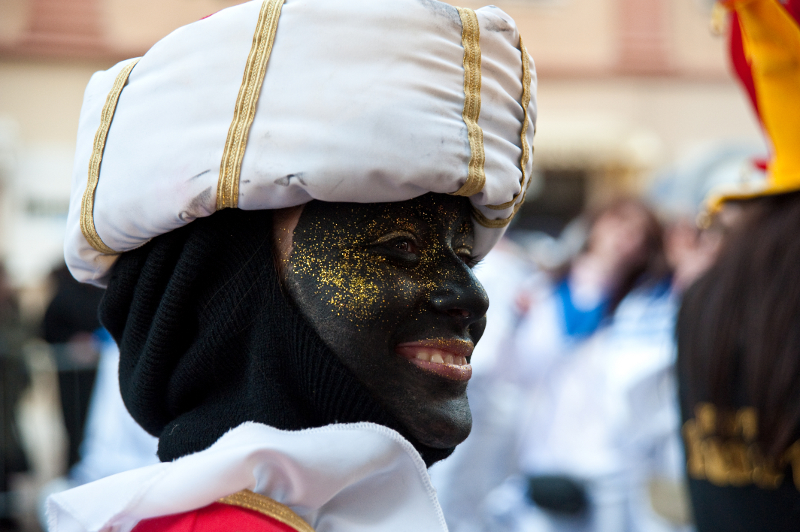
Deltagare vid Rijekas karneval år 2010 utklädd till en morčić.

Under 1800-talets andra hälft blev Rijeka med sina då lokalt välkända guldsmeder och morčić-tillverkare centrum för tillverkning av denna typ av smycke. Bilden av en färgad man med turban spred sig från örhängen till att omfatta andra smycken såsom ringar, broscher och halsband. Allt eftersom handeln utvecklades fann sig modet sjövägen söderut mot Dalmatien. De lokala hantverkarna Pavle Scarpa och Augustin Gigante grundade företaget Gigante & Co. som snart blev den största verkstaden för utformning och tillverkning av morčić-smycken. Företaget hade stora framgångar på Världsutställningen i Paris år 1878.
Efter andra världskriget stagnerade tillverkningen av morčić-smycken till följd av att många lokala juvelerare utvandrade från Rijeka och att köpkraften hos allmänheten försvagades. År 1991 anammade staden Rijeka morčić som en av sina maskotar och stadssymboler och den förekommer sedan dess i olika sammanhang, inte minst på karnevalen där deltagare utklädda till morčić är ett stående inslag.

## Legenden om smyckets tillkomst
Även om det finns en kulturhistorisk förklaring till smyckets uppkomst finns det även olika lokalt förankrade legender om varför smycket bärs i Rijeka och Rijekaområdet och varför det föreställer en färgad man med turban. De olika men snarlika legenderna förklarar smyckets uppkomst från ett slag. Enligt legenden hade en osmansk här på 1500-talet slagit läger på Grobnik-fältet utanför Rijeka med syfte att inta staden. Osmanerna tog dock till flykten sedan den kroatiske härföraren Zrinski dödat den osmanska paschan med en pil. En variant av legenden berättar också att lokalbefolkningen under slaget bett till Gud om att öppna himlen och låta stenar falla över den osmanske hären och att denna bön hörsammats av Gud. Kontentan av legenden är att osmanerna flydde hals över huvud och endast deras turbaner blev kvar på platsen. Till minne över segern lät männen från Rijeka tillverka örhängen föreställande en mörk man med turban som de gav till sina kvinnor.       